# CAP 230
El CAP 230 es un avión acrobático diseñado por la compañía aeronáutica francesa Avións Mudry a partir del Mudry CAP-20. La producción de esta aeronave se llevó a cabo por parte de la empresa CAP Aviation.
Del CAP 230 se desarrollaron dos variantes: el CAP 231 y el CAP 232.

## Especificaciones (CAP 231)
Referencia datos: Jane's All The World's Aircraft 1993–94

### Características generales
- Tripulación: 1
- Longitud: 6,8 m (22,1 ft)
- Envergadura: 8,8 m (28,9 ft)
- Altura: 1,9 m (6,2 ft)
- Superficie alar: 9,9 m² (106,1 ft²)
- Perfil alar: V16F
- Peso vacío: 630 kg (1388,5 lb)
- Peso cargado: 730 kg (1608,9 lb)
- Peso máximo al despegue: 820 kg (1807,3 lb)
- Planta motriz: 1× Motor bóxer de 6 cilindros Lycoming AEI0-540-L1 B5D.
  - Potencia: 224 kW (309 HP; 305 CV)

### Rendimiento
- Velocidad nunca excedida (Vne): 400 km/h (249 MPH; 216 kt)
- Velocidad máxima operativa (Vno): 330 km/h (205 MPH; 178 kt)
- Velocidad crucero (Vc): 300 km/h (186 MPH; 162 kt)
- Velocidad de entrada en pérdida (Vs): 90 km/h (56 MPH; 49 kt)
- Radio de acción: km
- Alcance en combate: km
- Alcance en ferry: 360 m (1181 ft)
- Régimen de ascenso: 16 m/s (3150 ft/min)
- Carga alar: 74 kg/m² (15,2 lb/ft²)
- Coeficiente de carga: De -10 G a +10 G

### Desarrollos relacionados
- Mudry CAP-20

### Aeronaves similares
- Sukhoi Su-26
- Extra 300
- Zivko Edge 540